# 기부카와역
기부카와역(일본어: 貴生川駅, きぶかわえき)은 일본 시가현 고카시에 위치한 서일본 여객철도, 시가라키코겐 철도, 오미 철도의 철도역이다.

## 이용 가능한 철도 노선
- 서일본 여객철도
  - 구사쓰 선

- 시가라키코겐 철도
  - 시가라키 선

- 오미 철도
  - 본선

## 서일본 여객철도·시가라키코겐 철도
2면 2선 상대식 승강장과 서일본 여객철도선 3번 승강장 반대쪽에 설치된, 잘린 승강장 (일본어: 切欠きホーム 기리후키 호무[*])쪽의 선로 1개 등, 총 2면 3선 형태의 지상역으로 교상역사를 가지고 있다. 서일본 여객철도가 역 설비를 관리하는 공용 사용역으로, 서일본 여객철도 측에서는 기부카와 역을 구사쓰역 관할권에 있는 직영역으로 관리하고 있다. 구사쓰 선과 시가라키코겐 철도 시가라키 선 사이에는 중간 개찰구를 지나지 않고도 바로 환승할 수 있으나, 시가라키코겐 철도의 승차권을 직접 판매하지는 않으며, 시가라키코겐 철도를 이용하는 경우 승차역 증명서를 지참하고 서일본 여객철도의 유인 개찰구를 통과한 뒤, 시가라키코겐 철도의 역에서 하차할 때 운임을 정산하도록 되어 있다.
구사쓰 선의 구사쓰 역부터 기부카와 역까지는 이코카 및 제휴 교통카드의 사용이 가능하다.
| 1           | ■ 구사쓰 선       | 쓰게 방면          |
| 3           | ■ 구사쓰 선       | 구사쓰 · 교토 방면 |
| 시가라키 선 | ■ SKR 시가라키 선 | 시가라키 방면      |

## 오미 철도
섬식 승강장 1면 2선 형태의 지상역이다. 서일본 여객철도·시가라키코겐 철도 교상역사의 개찰구 바깥에 있는 자유통로에서 오미 철도 승강장 끝에 있는 전용 개찰구까지 계단이 연결되어 있다.
| 1·2 | ■ 오미 철도 | 요카이치 · 히코네 · 마이바라 방면 |

## 역사
- 1900년 12월 29일 - 간사이 철도선과 오미 철도 본선의 환승역으로서 개업.
- 1907년 10월 1일 - 간사이 철도가 국유화되어 간사이 철도선의 역이 국유철도의 소속이 되었다.
- 1933년 5월 8일 - 국유철도 시가라키 선이 개업.
- 1987년 4월 1일 - 국유철도의 민영화에 따라 국유철도의 역이 서일본 여객철도의 소속이 되었다. 같은 해 7월 13일에는 시가라키 선이 시가라키코겐 철도로 넘어갔다.
- 2003년 11월 1일 - 서일본 여객철도 소속 역에서 이코카의 사용이 개시되었다.

## 인접역
| 서일본 여객철도 구사쓰 선     | 서일본 여객철도 구사쓰 선 | 서일본 여객철도 구사쓰 선  |
| ----------------------------- | ------------------------- | -------------------------- |
| 고난 쓰게 방면                | ■ 구사쓰 선 보통          | 미쿠모 구사쓰 방면         |
| 시가라키코겐 철도 시가라키 선 |                           |                            |
| 시·종착역                     | ■ 시가라키 선 보통        | 시가라키구시 시가라키 방면 |
| 오미 철도 본선                |                           |                            |
| 미나쿠치조난 마이바라 방면    | ■ 오미 철도 본선 보통     | 시·종착역                  |